# Feliz día de tu muerte 2
Feliz día de tu muerte 2 (título original en inglés: Happy Death Day 2U) es una película estadounidense del género slasher escrita y dirigida por Christopher Landon. Es protagonizada por Jessica Rothe, Israel Broussard, Suraj Sharma, y Ruby Modine. Es una secuela de la película de 2017 Feliz día de tu muerte. Jason Blum es el productor a través de la empresa Blumhouse Productions. Fue estrenada el 13 de febrero de 2019 por Universal Pictures.

## Argumento
El estudiante universitario Ryan Phan se despierta en su coche el 19 de septiembre. Al volver a su dormitorio, se encuentra con su compañero Carter y la novia de éste, Tree. Reanuda su trabajo en un reactor cuántico experimental con sus compañeros Samar y Dre para intentar ralentizar el tiempo. Después de que Bronson, el decano de la escuela, clausure el proyecto por causar varios apagones y haber demostrado no tener aplicaciones prácticas hasta el momento, Ryan es asesinado por alguien disfrazado con una máscara de bebe, la mascota de la escuela, y vuelve a despertarse el día 19. Tree explica su experiencia reviviendo el 18 de septiembre, y ella y Carter acuerdan ayudar a Ryan. Se enteran de que el reactor fue el responsable de crear el bucle. El asesino enmascarado sigue la pista de Ryan, pero Tree lo desenmascara para revelar a otro Ryan. El segundo Ryan advierte que el original debe morir para que el bucle se cierre. Aterrorizado, Ryan activa el reactor, liberando un pulso de energía que deja a todos inconscientes.
Tree se despierta en la habitación de Carter el 18 de septiembre y revive su bucle temporal original, pero pronto se da cuenta de que las cosas son diferentes tras descubrir que Carter sale ahora con una Danielle diferente (aunque todavía molesta). Ryan tiene la teoría de que el reactor hizo que Tree entrara en otra dimensión. Cuando Tree se entera de que su madre sigue viva en esta nueva realidad, quiere quedarse.
Esa noche, Tree acude al hospital para interceptar al asesino en serie John Tombs antes de que escape, pero se enfrenta a un agente de policía. El asesino mata al agente y Tree se encuentra con Lori en el ascensor, dándose cuenta de que Lori no es la asesina en esta realidad. Lori le dice a Tree que el asesino no puede ser Tombs porque acaba de llevarlo a cirugía. El asesino apuñala a Lori y luego persigue a Tree hasta el tejado, donde cae accidentalmente y muere. Se despierta al principio de su bucle y exige a Ryan y a su equipo que la ayuden a escapar de él, para lo que les pide que prueben docenas de algoritmos. A sugerencia de Carter, Tree actúa como grabadora del grupo, suicidándose al final de cada día para que puedan empezar de nuevo. Al final, sus heridas la alcanzan y se desmaya. Al despertarse en el hospital, Tree roba una pistola para ir a por Tombs, pero descubre que Lori ya está muerta. Tombs, disfrazado con una máscara de bebé, ataca y Tree lo mata a tiros. Sin embargo, aparece un segundo asesino con máscara de bebé, obligando a Tree a suicidarse y a matar al asesino.
El grupo descubre por fin el algoritmo correcto, pero un problema técnico obliga a retrasarlo. Ante la disyuntiva de elegir en qué realidad quiere estar cuando se cierren los dos bucles temporales, Tree decide permanecer en la dimensión actual. Carter insta a Tree a considerar las consecuencias de vivir una vida que no es realmente la suya y afirma que su experiencia con el dolor ayudó a dar forma a la persona que es ahora. Tree se esconde del asesino en un hotel, pero esa noche, las noticias informan de que Carter fue asesinado intentando salvar a Lori en el hospital. Tree se suicida haciendo explotar una central eléctrica, desactivando el reactor para poder salvar a Carter y Lori. El bucle se reinicia y Tree decide volver a su propia realidad. Aconseja a Lori que ponga fin a su aventura con su profesor Gregory Butler, descubre que Danielle engaña a Carter y tiene una última conversación con su madre.
Bronson confisca el reactor antes de que el grupo pueda activarlo. Creyendo que está demasiado débil para sobrevivir a otro bucle, Tree insiste en que recuperen el dispositivo. El grupo pide a Danielle que distraiga a Bronson mientras recuperan el reactor. Mientras Ryan prepara el dispositivo, Tree acude al hospital para rescatar a Lori de Tombs, pero es atrapada por el segundo asesino con máscara de bebe, que resulta ser el Dr. Butler, que intenta enterrar las pruebas de su aventura con Lori. Stephanie, la mujer del Dr. Butler, aparece y dispara a Lori, revelando que está aliada con su marido, pero éste la traiciona y la mata también. En el enfrentamiento posterior, Tree es más lista que Butler y lo mata. Lori sobrevive, y Tree y Carter se besan mientras el reactor se activa, enviando a Tree de vuelta a su dimensión original el 19 de septiembre.
Más tarde, Tree, Carter, Ryan, Samar y Dre son escoltados por agentes a un laboratorio de la DARPA, donde el reactor ha sido trasladado para realizar más experimentos. Cuando los agentes dicen que necesitan un sujeto de pruebas para ver cómo funciona la máquina, Tree dice que conoce al perfecto. En su habitación, Danielle se despierta gritando horrorizada.

## Reparto
- Jessica Rothe como Theresa "Tree" Gelbman.[4]
- Israel Broussard como Carter Davis.[5]
- Rachel Matthews como Danielle Bouseman.[6]
- Suraj Sharma como Samar Ghosh.[7]
- Charles Aitken como Gregory Butler.
- Phi Vu como Ryan Phan.
- Ruby Modine como Lori Spengler.[8]
- Steve Zissis como Dean Bronson.
- Sarah Yarkin como Dre Morgan.[9]
- Laura Clifton como Stephanie Butler.
- Missi Yager como Julie Gelbman.
- Jason Bayle como David Gelbman.
- Caleb Spillyards como Tim Bauer.
- Blaine Kern III como Nick Sims.
- Jimmy Gonzales como agente de policía.
- Tenea Intriago como una estudiante que protesta.
- Tran Tran como Emily.
- Rob Mello como John Tombs.

## Producción

### Desarrollo
El director Christopher Landon habló sobre la posibilidad de una secuela, centrándose en por qué Tree entró a un bucle de tiempo. Jessica Rothe declaró que mientras que la mayoría de secuelas de horror siguen los mismos pasos de la original, la idea de Landon en cambio «eleva la película de ser una película de horror a una película al estilo de Back to the Future, donde la secuela se une justo desde donde lo dejamos, explica muchas cosas que en la primera no se explicaron, y eleva todo».

### Preproducción
El 1 de mayo de 2018, Blumhouse Productions anunció que Landon regresaría para dirigir la película, con Rothe e Israel Broussard repitiendo sus papeles, mientras que Suraj Sharma y Sarah Yarkin se unieron como nuevos miembros del reparto. Al día siguiente, se anunció que Ruby Modine repetiría su papel.

### Rodaje
El rodaje de la película comenzó el 14 de mayo de 2018 en Nueva Orleans, Luisiana.

## Estreno
La película fue estrenada el 13 de febrero de 2019: originalmente iba a ser  estrenada el 14 de febrero de 2019, en el Día de San Valentín, pero fue reprogramada a petición de un pariente de una víctima del tiroteo en la escuela secundaria Stoneman Douglas de Parkland, que tuvo lugar exactamente un año antes.

## Recepción
Happy Death Day 2U recibió reseñas mixtas a positivas por parte de la crítica y de la audiencia. En el sitio web especializado Rotten Tomatoes, la película posee una aprobación de 69%, basada en 186 reseñas, con una calificación de 5.99/10, mientras que por parte de la audiencia tiene una aprobación de 61%, basada en 2233 votos, con una calificación de 3.46/5.
El sitio web Metacritic le dio a la película una puntuación de 57 de 100, basada en 31 reseñas, indicando "reseñas mixtas". Las audiencias encuestadas por CinemaScore le otorgaron a la película una "B" en una escala de A+ a F, mientras que en el sitio IMDb los usuarios le asignaron una calificación de 6.3/10, sobre la base de 30 085 votos. En la página web FilmAffinity la cinta tiene una calificación de 5.3/10, basada en 2481 votos.